# Christian Holst (ämbetsman)
Christian Holst, född 3 april 1809, död 14 juni 1890, var en norsk ämbetsman och hovman.
Holst blev juris kandidat 1832, kammarjunkare och sekreterare hos kronprinsen 1833, kontorschef hos riksståthållaren 1834-73, senare även hos norska statsrådets ordförande och chef för den norska hovförvaltningen. Holsts efterlämnade papper tillföll norska riksarkivet och blev efter hemligstämpling tillgängliga 1940.